# Baeomycetales
Baeomycetales Lumbsch, H.T., Huhndorf, S. & Lutzoni, F. 2007. In D.S. Hibbett et al., Mycological Research 111.:529, 
è un ordine di funghi appartenente alla classe Lecanoromycetes. 
Esso consiste nella singola famiglia Baeomycetaceae.